# Amparo Sard
Amparo Sard (Son Servera, Mallorca, 1973 o 1976) és una artista mallorquina. En les seues obres denúncia les injustícies socials i altres temàtiques socials. En les seues exposicions empra una varietat de tècniques, com l'escultura, fotografies, vídeos i dibuixos.

## Enllaç d'interès
Entrevista a Amparo Sard - elemmental.com